# Jubileum
Jubileum es una variedad cultivar de ciruelo (Prunus domestica), de las denominadas ciruelas europeas, es marca registrada®.
Una variedad de ciruela criada en la década de 1980 en "Balsgard (SLU)" en el sur de Suecia, mediante el cruce de las variedades 'Giant' x 'Yakima'.
Las frutas son de tamaño grande, piel de color rojo púrpura, recubierta de capa fina de pruina azul pálido, sutura con línea bien visible, de color algo más oscuro que el fruto, situada en una depresión, y su pulpa color amarillo verdoso brillante, con textura medianamente jugosa, y sabor agridulce.
Tolera las zonas de rusticidad según el departamento USDA, de nivel 1 a 3.

## Historia
'Jubileum' es una variedad de ciruela obtenida por el cruce de las variedades 'Giant' como "Parental Madre" x  el polen de 'Yakima' como "Parental Padre", en 1985 en "Balsgard (SLU)" en el sur de Suecia.
'Jubileum' está cultivada en diversos bancos de germoplasma de cultivos vivos, tales como en National Fruit Collection (Colección Nacional de Fruta) de Reino Unido con el número de accesión: 1988-349 y Nombre Accesión : Jubileum. Fue introducida en los circuitos comerciales del Reino Unido en 1988.

## Características
'Jubileum' árbol de tamaño mediano de crecimiento fuerte con copa densa. Da la mejor cosecha en una posición soleada plantada en un suelo nutritivo y bien drenado. Tiene un tiempo de floración que comienza a partir del 14 de abril con el 10% de floración, para el 18 de abril tiene una floración completa (80%), y para el 25 de abril tiene un 90% de caída de pétalos.
'Jubileum' tiene una talla de tamaño grande, de forma ovalada oblonga;epidermis tiene una piel de grosor medio y color rojo púrpura, recubierta de capa fina de pruina azul pálido, sutura con línea bien visible, de color algo más oscuro que el fruto, situada en una depresión, algo más acentuada junto a cavidad peduncular; pedúnculo de longitud medio de calibre mediano, con la cavidad del pedúnculo estrecha; pulpa de color amarillo verdoso brillante, con textura medianamente jugosa, y sabor agridulce.
Hueso de fácil deshuesado, grande, alargado, zona ventral poco sobresaliente, superficie rugosa.
Su tiempo de recogida de cosecha se inicia a finales de julio e inicios de agosto.

## Usos
Se usa comúnmente como postre fresco de mesa buena ciruela de postre de fines de verano, y muy apta para procesamientos de conservas y de mermeladas.

## Cultivo
Variedad que está bien adaptada a los climas del norte, esta ciruela es parcialmente autofértil, y se beneficia de la polinización cruzada con otra variedad polinizadora tal como 'Opal' o 'Victoria'. Requiere ubicaciones soleadas, suelo fértil con suficiente humedad.
Variedad cultivada principalmente en Suecia, Reino Unido, y Noruega.